# Холлифорд
Холлифорд (англ. Hollyford; ирл. Áth an Chuilinn) — деревня в Ирландии, находится в графстве Южный Типперэри (провинция Манстер).

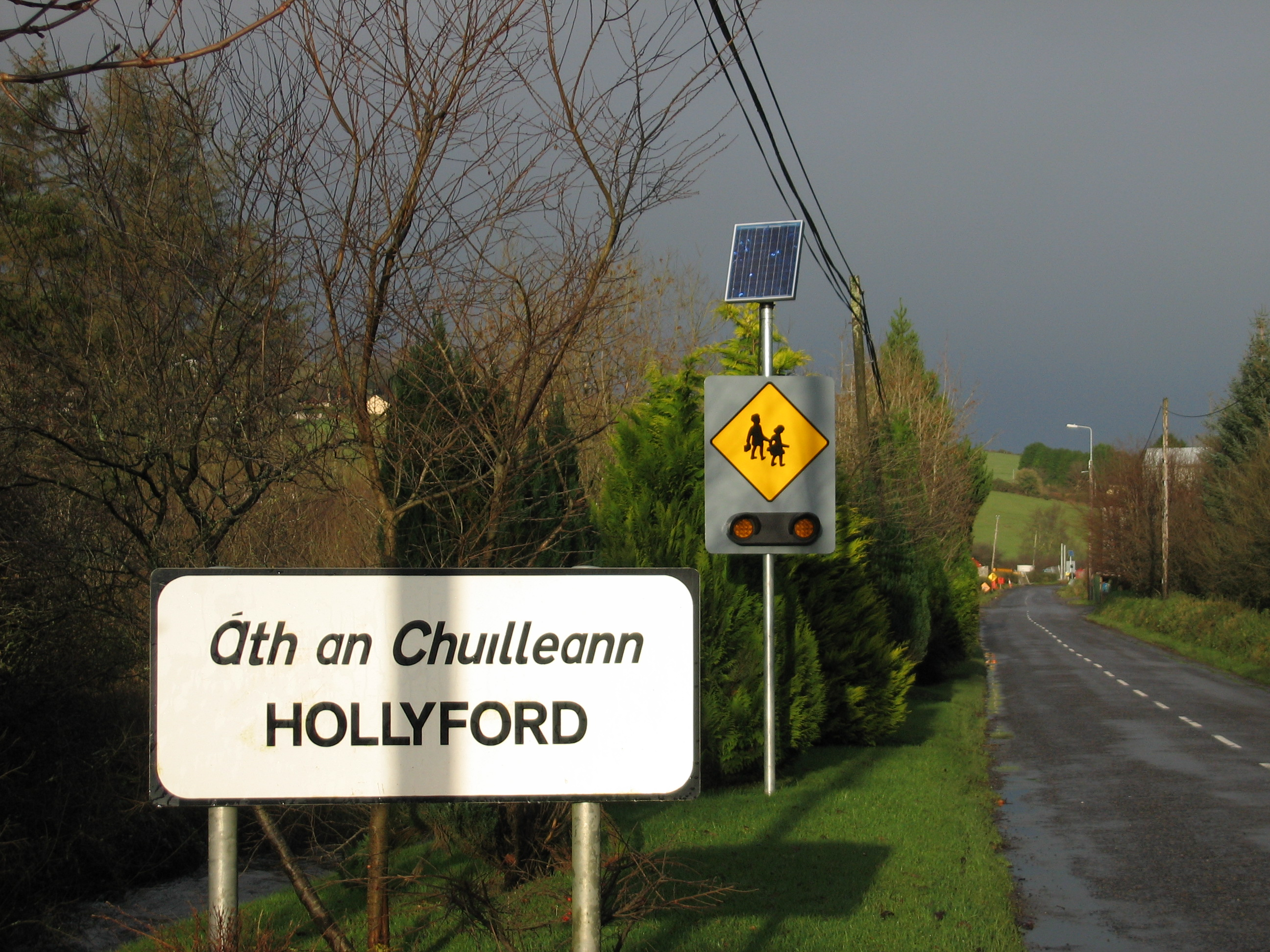